# Rangsdorf
Rangsdorf est une commune allemande de l'arrondissement de Teltow-Fläming, Land de Brandebourg.

## Géographie

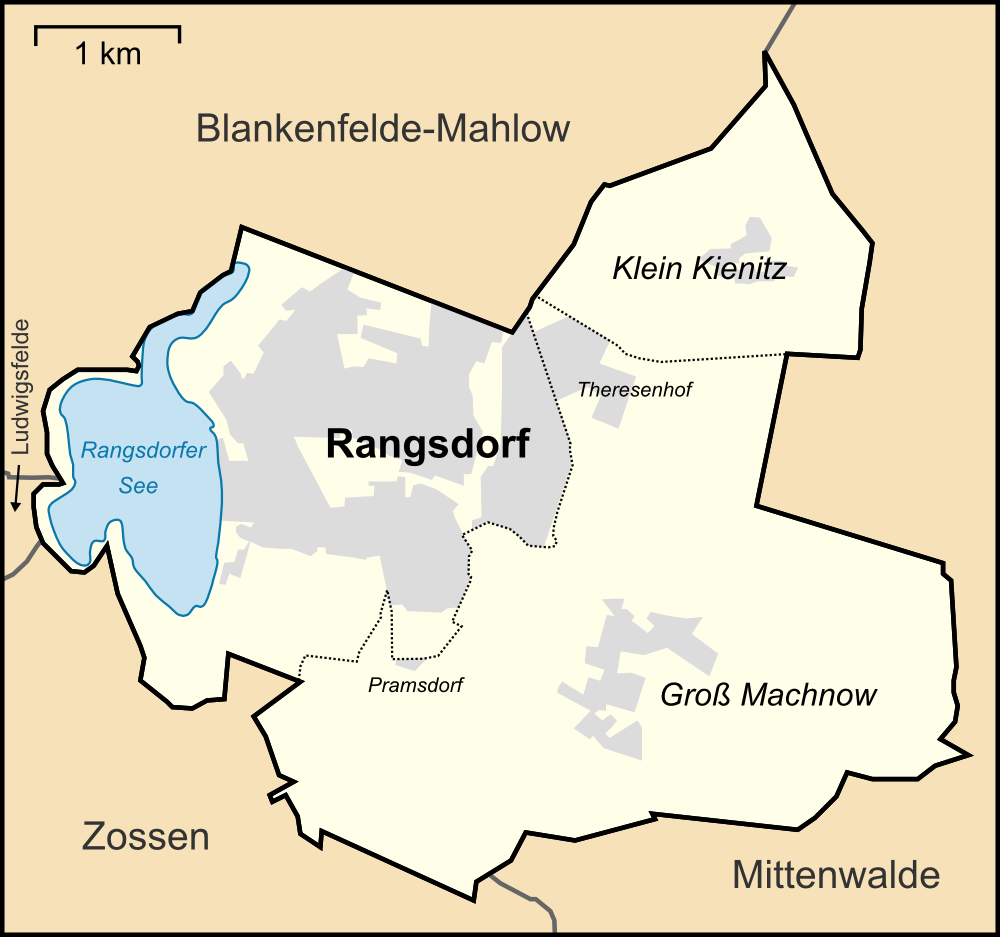
Carte de Rangsdorf

Rangsdorf se situe dans le plateau de Teltow, au bord du lac de Rangsdorf. Une partie de la réserve naturelle du lac de Rangsdorf se trouve à l'ouest de la commune.
La commune comprend les lignes de Groß Machnow et Klein Kienitz.
|              | Blankenfelde-Mahlow |             |
| Ludwigsfelde | Rangsdorf           | Mittenwalde |
| Zossen       |                     |             |

La Bundesstraße 96 se trouve sur Groß Machnow puis à l'ouest de Rangsdorf. La gare de Rangsdorf, à l'intérieur de la commune, se trouve sur la ligne de Berlin à Dresde qui divise Rangsdorf en deux.

## Histoire
L'histoire de la commune actuelle est l'histoire des villages et des zones résidentielles au XXe siècle. La montée du nombre d'habitants de Rangsdorf commence à la fin des années 1920 avec la vente et le morcellement des domaines dans la zone de la gare et en 1939 avec l’installation de la colonie de Groß Machnow (ou Neumachnow). En 1974, Klein Kienitz est incorporé puis en 2003, Groß Machnow.
La domination des Slaves prend fin en 1157 avec la conquête finale du Teltow et la fondation de la Marche de Brandebourg par Albert l'Ours. Au cours de l'expansion de la Marche, de nouvelles colonies sont établies dans la région du lac de Rangsdorf, à côté de Rangsdorf, de Pramsdorf et à l'ouest du lac à Jühnsdorf, à l'est du lac à Groß Machnow.
Rangsdorf est mentionné pour la première fois en 1375 dans le Landbuch de Charles IV sous le nom de Rangenstorpp (ou Rangestorff dans l'un des trois manuscrits du registre foncier subsistant). Le nom actuel apparaît en 1775.
Dans les années 1870, une ligne de chemin de fer reliant Berlin à Dresde est construite. La gare de Rangsdorf est construite ; le 17 juin 1875, elle est ouverte aux transports en commun. En 1940, Rangsdorf est relié à la S-Bahn de Berlin.
En raison des bonnes liaisons de transport, Rangsdorf est dans les années 1920 une destination touristique de Berlin. Les premières installations de vente, des sièges et des vestiaires sont construits sur la plage. D'autres bâtiments ont été construits jusqu'en 1928 et la zone de baignade s'appelait désormais "station balnéaire". En 1929, la commune achète une grande salle de verre à Berlin, construite à l'origine en 1896 pour l'exposition commerciale de Berlin-Treptow. Elle est reconstruite en 1930 à côté de la piscine extérieure. Le "casino de plage" propose 1 500 places et devant lui 5 000 autres places. À la saison 1930, Rangsdorf compte plus de 100 000 touristes. En 1934, le "casino de la plage" est complètement repensé et renommé Seebad-Casino. Après 1945, les propriétaires et les exploitants changent plusieurs fois avant d'être absorbés par le Konsum de la RDA qui gère jusqu'en 1991. Juste à côté se trouve un camping et un village de vacances avec bungalows. Le casino ferme en 1996. Il est acquis par le propriétaire actuel après des années de vacance. Il construit un nouveau bâtiment ouvert en 2000, l'hôtel et le restaurant Seebad-Casino.
En 1935, la société Bücker Flugzeugbau quitte Berlin-Johannisthal pour Rangsdorf. La même année, le Ministère de l'Aviation du Reich décide de construire un aéroport terrestre et maritime à Rangsdorf d'après les plans de Ernst Sagebiel. L'aérodrome de Rangsdorf est inauguré le 30 juillet 1936. Il est jusqu'en 1945 l'aéroport de l'usine. Il accueille un aéro-club et une école d'aviation. Les pistes de décollage et d'atterrissage sont herbeuses. Au début de la Seconde Guerre mondiale, le trafic aérien civil est transféré d'octobre 1939 à mars 1940 de Berlin-Tempelhof à Rangsdorf. Peu de temps après, l’aérodrome devient la base aérienne d'unités de la Luftwaffe.
Claus von Stauffenberg et son adjudant Werner von Haeften atterrissent le 20 juillet 1944 à 19 heures dans un Heinkel He 111 avant d'aller à Berlin commettre l'attentat contre Hitler.
L'aéroport cesse en 1994. Une partie sert pour l'aéromodélisme, une autre accueillait un musée sur la société Bücker Flugzeugbau.

## Démographie
| Année | Habitants |
| ----- | --------- |
| 1875  | 225       |
| 1890  | 244       |
| 1910  | 373       |
| 1925  | 452       |
| 1933  | 1 095     |
| 1939  | 4 120     |
| 1946  | 4 922     |
| 1950  | 5 096     |

| Année | Habitants |
| ----- | --------- |
| 1964  | 5 375     |
| 1971  | 5 965     |
| 1981  | 5 832     |
| 1985  | 5 569     |
| 1989  | 5 342     |
| 1990  | 5 256     |
| 1991  | 5 183     |
| 1992  | 5 212     |
| 1993  | 5 280     |
| 1994  | 5 308     |

| Année | Habitants |
| ----- | --------- |
| 1995  | 5 366     |
| 1996  | 5 474     |
| 1997  | 5 936     |
| 1998  | 6 317     |
| 1999  | 6 763     |
| 2000  | 7 114     |
| 2001  | 7 377     |
| 2002  | 7 619     |
| 2003  | 8 977     |
| 2004  | 9 236     |

| Année | Habitant |
| ----- | -------- |
| 2005  | 9 545    |
| 2006  | 9 745    |
| 2007  | 10 002   |
| 2008  | 10 190   |
| 2009  | 10 372   |
| 2010  | 10 515   |
| 2011  | 10 444   |
| 2012  | 10 498   |
| 2013  | 10 609   |
| 2014  | 10 824   |

| Année | Habitants |
| ----- | --------- |
| 2015  | 10 848    |
| 2016  | 11 163    |

## Personnalités liées à la commune
- Georg Alexander Hansen (1904–1944), colonel, membre du complot du 20 juillet 1944
- Jean Weidt (1904–1988), danseur et chorégraphe
- Erich Rackwitz (1908–1992), auteur de livres pour enfants
- Ursula Wendorff-Weidt (1919–2000), peintre, épouse de Jean Weidt
- Ronald Paris (né en 1933), peintre
- Jacky Gleich (née en 1964), illustratrice
- Ulrike Finck (née en 1976), animatrice de télévision
- Ramona Kühne (née en 1980), boxeuse
- Christine Beier (née en 1983), handballeuse
- Tobias Reichmann (né en 1988), handballeur